# Štáblovice
Štáblovice (en allemand : Stablowitz) est une commune du district d'Opava, dans la région de Moravie-Silésie, en République tchèque. Sa population s'élevait à 678 habitants en 2021.

## Géographie
Štáblovice se trouve à 8 km au sud-ouest d'Opava, à 33 km à l'ouest-nord-ouest d'Ostrava et à 243 km à l’est de Prague.
La commune est limitée par Slavkov au nord, par Uhlířov à l'est, par Hradec nad Moravicí à l'est et au sud, par Melč au sud-ouest, et par Mikolajice et Dolní Životice à l'ouest.

## Histoire
La première mention écrite de la localité date de 1317.

## Administration
La commune se compose de deux quartiers :
- Štáblovice
- Lipina

## Transports
Par la route, Štáblovice se trouve à 11 km d'Opava, à 47 km d'Ostrava et à 315 km de Prague.